# أنيت شوتينج
أنيت شوتينج مواليد 24 أغسطس 1991 في تالين، هي لاعبة كرة مضرب إستونية. أعلى تصنيف لها في الفردي كان 679. أعلى تصنيف لها في الزوجي كان 856.

## النهائيات

### الفردي (0–1)
| الحصيلة | الرقم | التاريخ      | الدورة            | الأرضية | المنافس  | النتيجة  |
| ------- | ----- | ------------ | ----------------- | ------- | -------- | -------- |
| الوصافة | 1.    | 3 أغسطس 2009 | سافيتيبال، فنلندا | ترابية  | إيما لين | 5–7, 1–6 |

## روابط خارجية
- أنيت شوتينج على موقع رابطة محترفات التنس (الإنجليزية)
- أنيت شوتينج على موقع الاتحاد الدولي لكرة المضرب (الإنجليزية)
- أنيت شوتينج على موقع كأس بيلي جين كينغ (الإنجليزية)
- أنيت شوتينج على موقع خلاصة التنس.كوم (الإنجليزية)